# Liste des cours d'eau du Loiret
Pour un article plus général, voir Réseau hydrographique du Loiret.

Carte du réseau hydrographique du Loiret avec représentation des principaux cours d'eau, des sols urbanisés et de la ligne de partage des bassins versants.

La liste des cours d'eau du Loiret présente les principaux cours d'eau traversant pour tout ou partie le territoire du département français du Loiret dans la région Centre-Val de Loire.
Les cours d'eau sont ordonnés selon leur origine naturelle (fleuve, rivières ou ruisseaux) ou artificielle (canaux). Pour chacun d'entre eux est précisé : sa longueur totale, sa longueur sur le territoire du département, le cours d'eau dans lequel il se jette (confluence), le bassin collecteur auquel ils appartiennent et le nom des communes qu'ils traversent dans le département du Loiret.

## Réseau hydrographique du Loiret
La base de données Carthage est le référentiel du réseau hydrographique français. Cette base est réalisée à partir de la couche hydrographie de la base de données Carto enrichie par le ministère chargé de l'environnement et les agences de l'eau avec le découpage du territoire en zones hydrographiques d'une part et la codification de ces zones et du réseau hydrographique d'autre part. De cette base, il ressort que le réseau hydrographique du Loiret comprend plus de 4 800 kilomètres de cours d’eau non domaniaux, 140 kilomètres de cours d’eau domaniaux (la Loire et l’aval du Loiret) et 470 kilomètres de canaux.

### Bassins

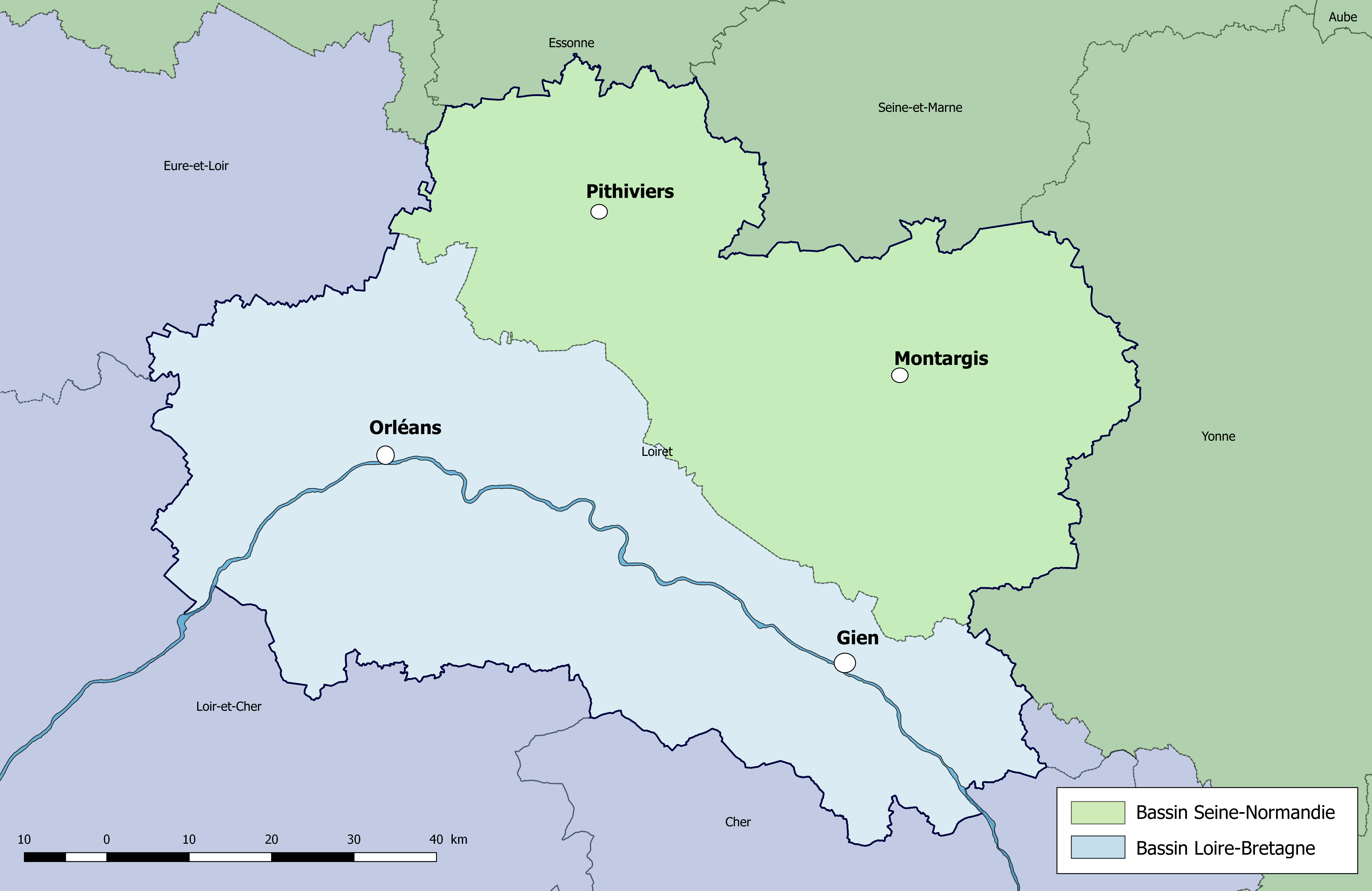
Découpage du département du Loiret en bassins hydrographiques.

Le Loiret est partagé entre les bassins hydrographiques de la Loire et de la Seine, à savoir le bassin Loire-Bretagne et le bassin Seine-Normandie. Leurs limites suivent les points hauts des régions naturelles de la Puisaye et de la forêt d'Orléans, à faible distance de la Loire elle-même.

#### Bassin de la Loire
La Loire traverse le Loiret du sud-est vers l'ouest en décrivant une grande courbe et se situe dans le sous-bassin de la Loire moyenne, du bec d'Allier au bec de Vienne à Candes-Saint-Martin (Indre-et-Loire). Elle atteint le point le plus septentrional de son cours à Saint-Jean-de-Braye, dans l'agglomération orléanaise. Les affluents directs de la Loire sont nombreux mais très courts. On trouve en rive droite la Cheuille, l’Ousson, la Trézée, la Bonnée, le Cens, les Mauves et le Lien, et en rive gauche l’Avenelle, l’Ethelin, l’Ocre, la Notreure, l’Aquiaulne, la Sange, le Bec d’Able, le Loiret et l’Ardoux. Le sous-bassin du Beuvron est représenté dans le Loiret par le Cosson et la source du Beuvron, qui ne rejoint la Loire que dans le département de Loir-et-Cher.

#### Bassin de la Seine
Le bassin de la Seine recouvre la région naturelle du Gâtinais et le pourtour nord-est de la forêt d’Orléans, le nord de la Puisaye et l’extrémité est de la Beauce soit près de la moitié du département. On distingue deux sous-bassins, ceux du Loing et de l’Essonne tous deux affluents rive gauche de la Seine.
Le Loing prend sa source dans le département de l'Yonne, en Puisaye, au sud de Saint-Sauveur-en-Puisaye, et traverse le département du Loiret avant de confluer avec la Seine en Seine-et-Marne. Ses affluents sont le Milleron, l’Aveyron, l’Ouanne, la Cléry et le Betz en rive droite, le Vernisson, le Puiseaux, le Solin, la Bezonde et le Fusin en rive gauche.
L’Essonne naît de la réunion, à la limite de la Beauce et du Gâtinais, de deux cours d’eau venus de la forêt d’Orléans, l’Œuf, venant de la Beauce, et la Rimarde, venant de la forêt d'Orléans. Elle coule du sud au nord et rejoint la Seine dans le département de l’Essonne.

## Cours d'eau naturels
Le réseau hydrographique du Loiret comprend plus de 4 800 kilomètres de cours d’eau non domaniaux, 140 kilomètres de cours d’eau domaniaux (la Loire et l’aval du Loiret) et 470 kilomètres de canaux.

### Définition
Jusqu'en 2016, aucun texte législatif ne définissait la notion de cours d’eau. Ce n'est qu'avec la loi du 8 août 2016 pour la reconquête de la biodiversité, de la nature et des paysages que cette lacune est comblée. L'article 118 de cette loi insère un nouvel article L. 215-7-1 dans le code de l'environnement précisant que « constitue un cours d'eau un écoulement d'eaux courantes dans un lit naturel à l'origine, alimenté par une source et présentant un débit suffisant la majeure partie de l'année. L'écoulement peut ne pas être permanent compte tenu des conditions hydrologiques et géologiques locales. ». Ainsi les trois critères cumulatifs caractérisant un cours d'eau sont :
- la présence et la permanence d’un lit naturel à l’origine, ce qui distingue les cours d’eau (artificialisés ou non) des fossés et canaux creusés par la main de l’homme ;
- l’alimentation par une source ;
- la permanence d’un débit suffisant une majeure partie de l’année, critère qui doit être évalué en fonction des conditions climatiques et hydrologiques locales.

### Cours d'eau permanents
65 cours d'eau permanents de longueur supérieure à 10 km et dont le cours est en partie ou en totalité dans le département du Loiret sont recensés dans le référentiel national.

Aperçu de cours d'eau drainant le département du Loiret
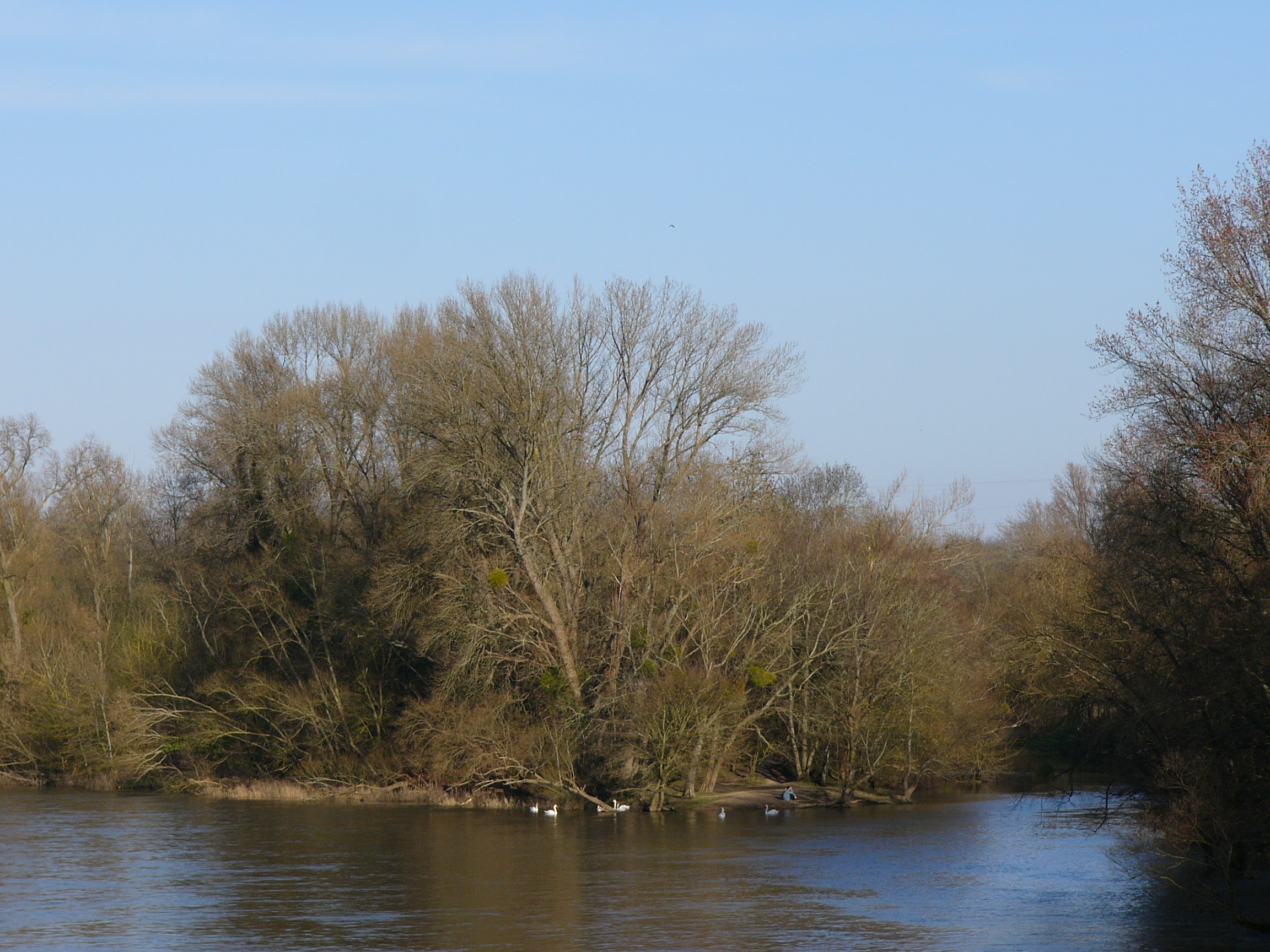
La pointe de Courpain, au confluent du Loiret (à droite), résurgence qui a donné son nom au département, et de la Loire (à gauche), à Saint-Pryvé-Saint-Mesmin.
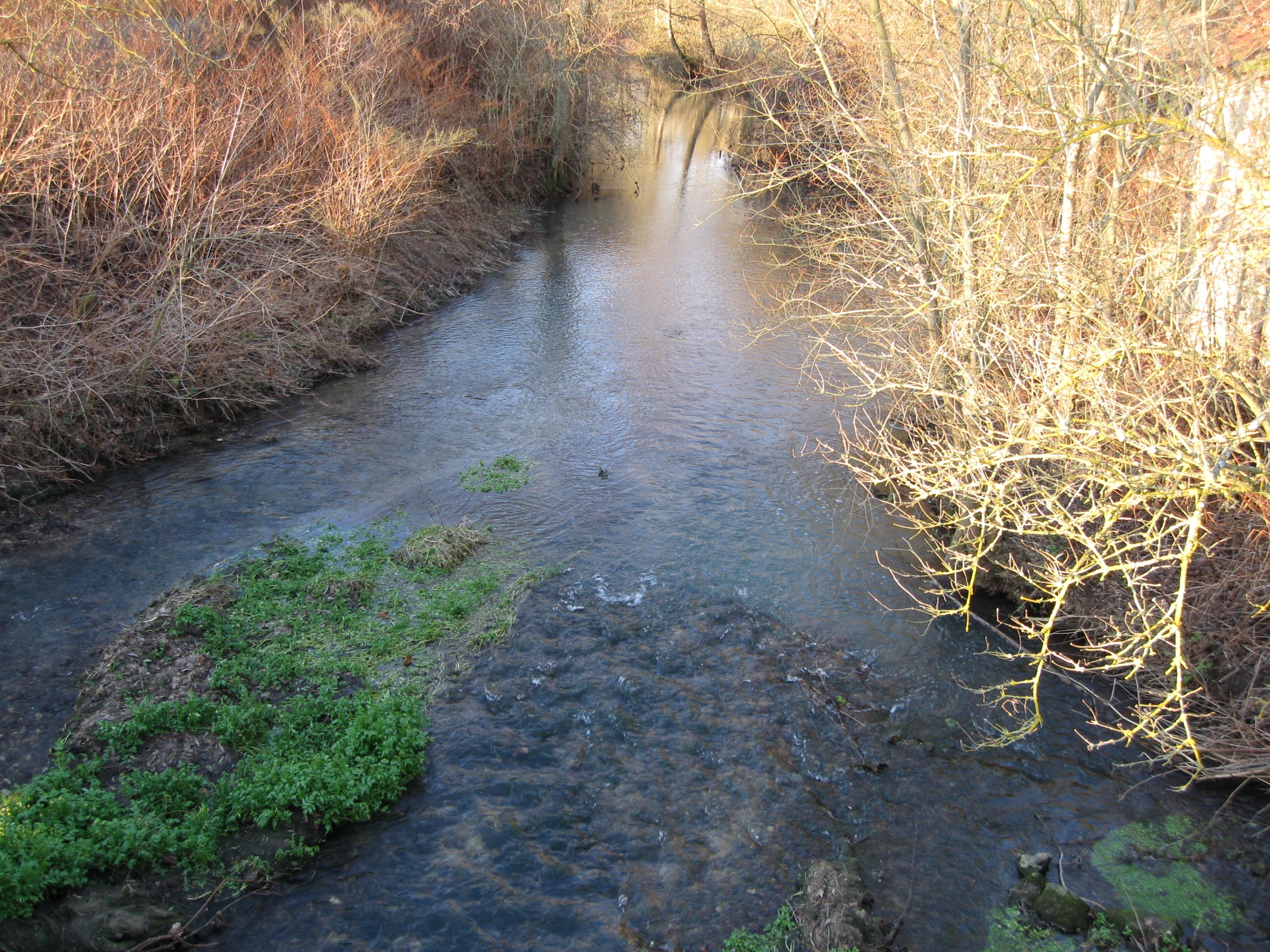
L'Aveyron à Montbouy peu avant de se jeter dans le Loing.
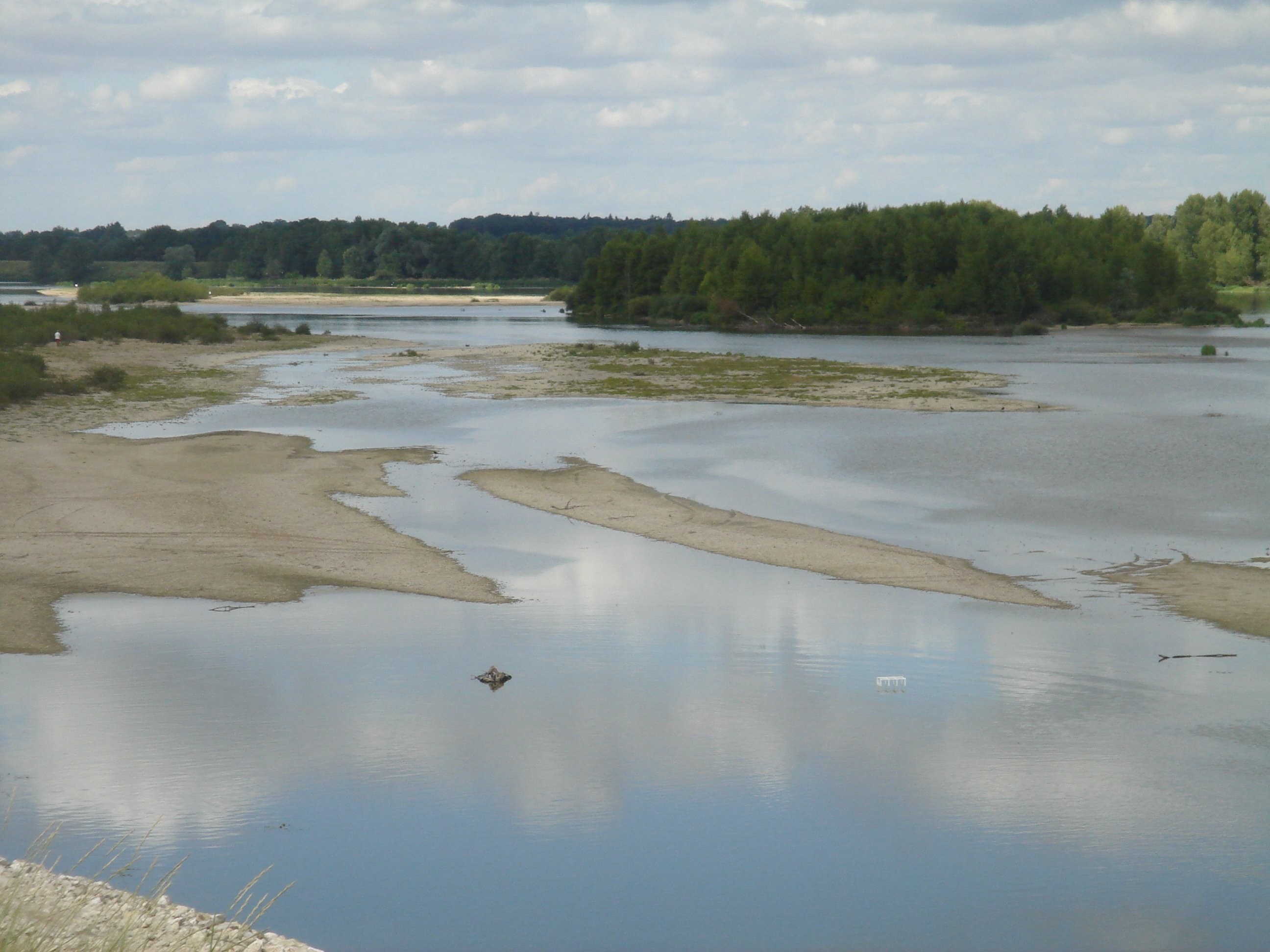
La Loire à Sandillon.
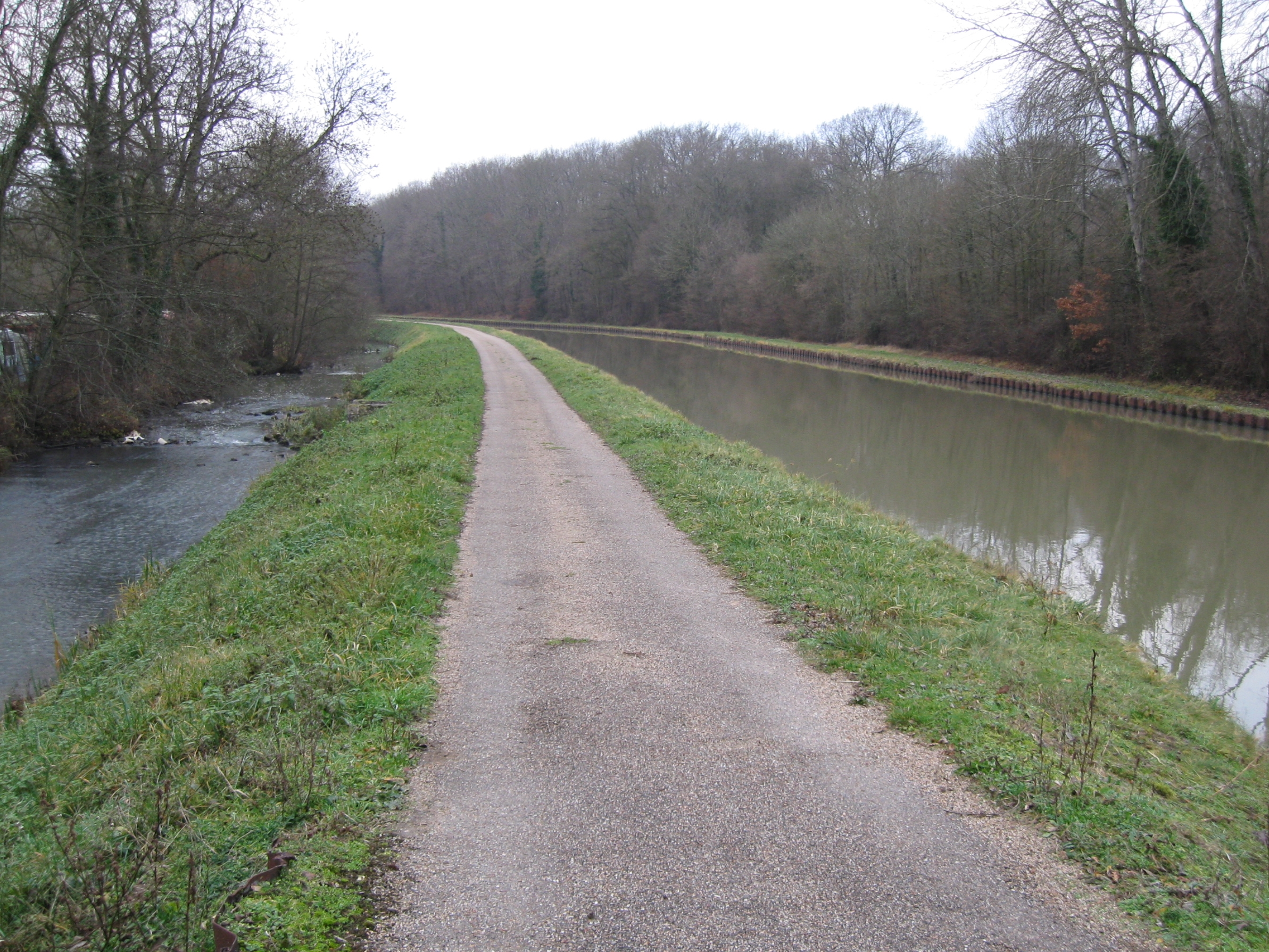
La Trézée à gauche, le canal de Briare à droite : vue vers l'aval près du camping d'Ouzouer.

| Nom du cours d'eau        | Longueur | Longueur       | Confluence               | Bassin collecteur | Dép. traversés   | Communes traversées | Communes traversées | Communes traversées | Réservoir biologique | Clasmt art. L214-17 | Clasmt pêche |
| Nom du cours d'eau        | totale   | dans le Loiret | Confluence               | Bassin collecteur | Dép. traversés   | Nb total            | Nb Loiret           | Communes du Loiret | Réservoir biologique | Clasmt art. L214-17 | Clasmt pêche |
| ------------------------- | -------- | -------------- | ------------------------ | ----------------- | ---------------- | ------------------- | ------------------- | --- | -------------------- | ------------------- | ------------ |
| Aquiaulne                 | 30,9     |                | Loire                    | Loire             | 2 (45 + 18)      | 6                   | 5                   | Cernoy-en-Berry, Autry-le-Châtel, Coullons, Saint-Gondon, Lion-en-Sullias | Oui                  | L1                  | 1            |
| Ardoux                    | 41,7     |                | Loire                    | Loire             | 2 (45 + 41)      | 8                   | 7                   | La Ferté-Saint-Aubin, Mézières-lez-Cléry, Ardon, Beaugency, Lailly-en-Val, Dry, Cléry-Saint-André |                      |                     | 2            |
| Arignan                   | 14,8     |                | Cosson                   | Loire             | 2 (45 + 41)      | 3                   | 1                   | Ligny-le-Ribault | Oui                  | L1                  | 2            |
| Aveyron                   | 30,1     |                | Loing                    | Seine             | 2 (45 + 18)      | 5                   | 4                   | Le Charme, Saint-Maurice-sur-Aveyron, La Chapelle-sur-Aveyron, Montbouy |                      |                     | 1            |
| Balance                   | 12,7     |                | Loire                    | Loire             | 2 (45 + 18)      | 4                   | 1                   | Beaulieu-sur-Loire |                      |                     | 2            |
| Bec d'Able                | 18,9     |                | Loire                    | Loire             | 1                | 6                   | 6                   | Villemurlin, Guilly, Viglain, Saint-Benoit-sur-Loire, Sully-sur-Loire |                      |                     | 2            |
| Betz                      | 34,4     |                | Loing                    | Seine             | 2 (45 + 89 + 77) | 8                   | 5                   | Bazoches-sur-le-Betz, Chevannes, Dordives, Chevry-sous-le-Bignon, Le Bignon-Mirabeau |                      |                     | 1            |
| Beuvron                   | 115,2    |                | Loire                    | Loire             | 2 (45 + 18 + 41) | 30                  | 3                   | Coullons, Cerdon, Isdes | Oui                  | L2                  | 2            |
| Bezonde                   | 33,9     |                | Canal d'Orléans          | Loire             | 1                | 10                  | 10                  | Corquilleroy, Cepoy, Chalette-sur-Loing, Pannes, Ladon, Saint-Maurice-sur-Fessard, Villemoutiers, Nesploy, Quiers-sur-Bezonde, Ouzouer-sous-Bellegarde |                      |                     | 2            |
| Bionne                    | 18,9     |                | Canal d'Orléans          | Loire             | 1                | 7                   | 7                   | Marigny-les-Usages, Vennecy, Boigny-sur-Bionne, Saint-Jean-de-Braye, Combleux, Chécy, Loury |                      |                     | 2            |
| Bonnée                    | 27,4     | 27,4           | Loire                    | Loire             | 1                | 9                   | 9                   | Germigny-des-Prés, Saint-Martin-d'Abbat, Saint-Aignan-des-Gués, Bray-en-Val, Les Bordes, Montereau, Saint-Benoit-sur-Loire, Bonnée, Ouzouer-sur-Loire |                      | L1-L2               | 2            |
| Bourillon                 | 20,6     |                | Cosson                   | Loire             | 1                | 4                   | 4                   | Vannes-sur-Cosson, Marcilly-en-Villette, Vienne-en-Val, Tigy | Oui                  | L1-L2               | 2            |
| Canne                     | 26,4     |                | Cosson                   | Loire             | 2 (45 + 41)      | 4                   | 3                   | Ligny-le-Ribault, La Ferte-Saint-Aubin, Menestreau-en-Villette |                      |                     | 2            |
| Cens                      | 19,9     | 19,9           | Canal d'Orléans          | la Loire          | 1 (45)           | 11                  | 11                  | Chécy, Combleux, Donnery, Fay-aux-Loges, Ingrannes, Mardié, Nibelle, Orléans, Saint-Jean-de-Braye, Seichebrières, Sully-la-Chapelle |                      |                     |              |
| Cheuille                  | 27,5     |                | Loire                    | Loire             | 2 (45 + 41)      | 7                   | 3                   | Bonny-sur-Loire, Thou, Faverelles | Oui                  | L1-L2               | 2            |
| Cléry                     | 43,1     |                | Loing                    | Seine             | 2 (45 + 89)      | 13                  | 10                  | Courtemaux, Chantecoq, Saint-Hilaire-les-Andrésis, Courtenay, Fontenay-sur-Loing, Ferrières-en-Gâtinais, Griselles, La Selle-sur-le-Bied, Dordives |                      |                     | 1            |
| Conie                     | 32,4     | 2,8            | Loir                     | Loire             | 2 (45 + 28)      |                     |                     | Villeneuve-sur-Conie | Oui                  | L1                  | 2            |
| Cosson                    | 96,4     |                | Beuvron                  | Loire             | 2 (45 + 41)      | 18                  | 8                   | Isdes, Ligny-le-Ribault, La Ferté-Saint-Aubin, Menestreau-en-Villette, Sennely, Vannes-sur-Cosson, Jouy-le-Potier, Marcilly-en-Villette | Oui                  | L1-L2               | 2            |
| Cuivre                    | 23       |                | Ouanne                   | Seine             | 2 (45 + 89)      | 6                   | 1                   | Douchy |                      |                     | 2            |
| Dhuy                      | 33,8     | 33,8           | Loiret                   | Loire             | 1                | 11                  | 11                  | Sandillon, Férolles, Saint-Cyr-en-Val, Vienne-en-Val, Tigy, Neuvy-en-Sullias, Guilly, Viglain, Sully-sur-Loire, Orléans, Olivet |                      |                     | 2            |
| Essonne                   | 97,1     |                | Seine                    | Loire             | 2 (45 + 91)      | 44                  | 18                  | La Neuville-sur-Essonne, Aulnay-la-Rivière, Ondreville-sur-Essonne, Briarres-sur-Essonne, Dimancheville, Orville, Augerville-la-Rivière, Malesherbes, Attray, Chilleurs-aux-Bois, Santeau, Mareau-aux-Bois, Escrennes, Dadonville, Pithiviers-le-Vieil, Pithiviers, Estouy, Bondaroy |                      |                     | 2            |
| Ethelin                   | 10,3     | 10,3           | Loire                    | Loire             | 2 (45 + 18)      | 3                   | 2                   | Pierrefitte-es-Bois, Châtillon-sur-Loire | Oui                  | L1-L2               | 2            |
| Fusain                    | 34,4     |                | Loing                    | Seine             | 2 (45 + 77)      | 9                   | 7                   | Barville-en-Gâtinais, Auxy, Bordeaux-en-Gâtinais, Sceaux-du-Gâtinais, Courtempierre, Préfontaines, Gaubertin |                      |                     | 2            |
| Grande Évière             | 18,7     |                | la Mauve de la Détourbe  | la Loire          | 2 (41, 45)       | 7                   | 3                   | Cravant (45), Baccon (45), Le Bardon (45), Meung-sur-Loire (45). |                      |                     | 2            |
| Huillard                  | 25,9     | 25,9           | Canal d'Orléans          | Loire             | 1                | 7                   | 7                   | Presnoy, Beauchamps-sur-Huillard, Chailly-en-Gâtinais, Châtenoy, Saint-Maurice-sur-Fessard, Chevillon-sur-Huillard, Auvilliers-en-Gâtinais |                      |                     | 2            |
| Juine                     | 52,6     |                | Essonne                  | Seine             | 2 (45 + 91)      | 18                  | 1                   | Autruy-sur-Juine |                      |                     | 1            |
| Laye du Nord              | 19,2     | 19,2           | Essonne                  | Seine             | 1                | 7                   | 7                   | Loury, Neuville-aux-Bois, Attray, Chilleurs-aux-Bois, Montigny, Santeau, Mareau-aux-Bois |                      |                     | 2            |
| Lenche                    | 15       | 15             | Loire                    | Loire             | 1                | 3                   | 3                   | Saint-Denis-de-l'Hôtel, Châteauneuf-sur-Loire, Saint-Martin-d'Abbat |                      |                     | 2            |
| Limetin                   | 19,4     | 19,4           | Canal d'Orléans          | Loire             | 1                | 7                   | 7                   | Lombreuil, Thimory, Noyers, Lorris, La Cour-Marigny, Pannes, Chevillon-sur-Huillard |                      |                     | 2            |
| Loire                     | 1005,9   |                | -                        | Loire             | 12               | 336                 | 47                  | Beaulieu-sur-Loire, Bonny-sur-Loire, Châtillon-sur-Loire, Ousson-sur-Loire, Briare, Saint-Firmin-sur-Loire, Saint-Brisson-sur-Loire, Gien, Saint-Martin-sur-Ocre, Poilly-lez-Gien, Nevoy, Saint-Gondon, Dampierre-en-Burly, Lion-en-Sullias, Ouzouer-sur-Loire, Saint-Aignan-le-Jaillard, Sully-sur-Loire, Saint-Père-sur-Loire, Saint-Benoit-sur-Loire, Guilly, Germigny-des-Prés, Sigloy, Châteauneuf-sur-Loire, Ouvrouer-les-Champs, Saint-Denis-de-l'Hôtel, Jargeau, Mardié, Bou, Sandillon, Chécy, Saint-Denis-en-Val, Combleux, Saint-Jean-de-Braye, Saint-Jean-le-Blanc, Orléans, Saint-Pryvé-Saint-Mesmin, Saint-Jean-de-la-Ruelle, La Chapelle-Saint-Mesmin, Chaingy, Mareau-aux-Prés, Saint-Ay, Meung-sur-Loire, Baule, Dry, Lailly-en-Val, Beaugency, Tavers |                      | L2                  | 2            |
| Loiret                    | 11,6     | 11,6           | Loire                    | Loire             | 1                | 5                   | 5                   | Orléans, Saint-Pryvé-Saint-Mesmin, Olivet, Saint-Hilaire-Saint-Mesmin, Mareau-aux-Prés | Oui                  | L1                  | 2            |
| Marmagne                  | 15       | 15             | Dhuy                     | Loire             | 1                | 4                   | 4                   | Sandillon, Jargeau, Férolles, Ouvrouer-les-Champs |                      |                     | 2            |
| Maurepas                  | 19,4     | 19,4           | Fusain                   | Seine             | 1                | 8                   | 8                   | Saint-Loup-des-Vignes, Juranville, Corbeilles, Lorcy, Bordeaux-en-Gâtinais, Sceaux-du-Gâtinais, Mézières-en-Gâtinais, Montliard |                      |                     | 2            |
| Mauve de la Détourbe      | 17,6     | 17,6           | Loire                    | Loire             | 1                | 4                   | 4                   | Baule, Huisseau-sur-Mauves, Baccon, Meung-sur-Loire | Oui                  | L1                  | 2            |
| Mauve de Saint-Ay         | 14,3     | 14,3           | Loire                    | Loire             | 1                | 5                   | 5                   | Bucy-Saint-Liphard, Ingre, Chaingy, Saint-Ay, Meung-sur-Loire |                      |                     | 2            |
| Milleron                  | 14,5     |                | Loing                    | Seine             | 2 (45 + 89)      | 5                   | 4                   | Dammarie-sur-Loing, Sainte-Geneviève-des-Bois, Chatillon-Coligny, Aillant-sur-Milleron |                      |                     | 2            |
| Milourdin                 | 10,2     | 10,2           | Bonnée                   | Loire             | 1                | 4                   | 4                   | Châtenoy, Germigny-des-Prés, Saint-Martin-d'Abbat, Bouzy-la-Forêt | Oui                  | L1                  | 2            |
| Notreure                  | 36,2     | 3              | Loire                    | Loire             | 2 (45 + 18)      | 6                   | 4                   | Cernoy-en-Berry, Pierrefitte-es-Bois, Autry-le-Châtel, Poilly-lez-Gien | Oui                  | L1                  | 1            |
| Ouanne                    | 83,6     |                | Loing                    | Seine             | 2 (45 + 89)      | 19                  | 6                   | Saint-Germain-des-Prés, Gy-les-Nonains, Château-Renard, Triguères, Douchy, Conflans-sur-Loing |                      |                     | 1            |
| Ousson                    | 14,7     | 14,7           | Dhuy                     | Loire             | 1                | 5                   | 5                   | Sandillon, Férolles, Ouvrouer-les-Champs, Sigloy, Tigy |                      |                     | 2            |
| Ousson                    | 13,5     | 13,5           | Loire                    | Loire             | 1                | 4                   | 4                   | Ousson-sur-Loire, Bonny-sur-Loire, Dammarie-en-Puisaye, Batilly-en-Puisaye |                      |                     | 2            |
| Petit Ardoux              | 13,2     | 13,2           | Ardoux                   | Loire             | 1                | 3                   | 3                   | Jouy-le-Potier, Lailly-en-Val, Dry |                      |                     | 2            |
| Petit Fusain              | 12       | 12             | Fusain                   | Seine             | 1                | 5                   | 5                   | Corbeilles, Sceaux-du-Gâtinais, Chapelon, Mignerette, Courtempierre |                      |                     | 2            |
| Poterie                   | 13,8     | 13,8           | Canal d'Orléans          | Loire             | 1                | 4                   | 4                   | Presnoy, Chailly-en-Gâtinais, Noyers, Lorris |                      |                     | 2            |
| Puiseaux                  | 37,1     | 37,1           | Loing                    | Seine             | 1                | 12                  | 12                  | Les Choux, Vimory, Mormant-sur-Vernisson, Saint-Hilaire-sur-Puiseaux, Varennes-Changy, Langesse, Nogent-sur-Vernisson, Ouzouer-des-Champs, Châlette-sur-Loing, Amilly, Montargis, Villemandeur |                      |                     | 2            |
| Rigole de Courpalet       | 32,8     | 32,8           | Canal d'Orléans          | Loire             | 1                | 4                   | 4                   | Vieilles-Maisons-sur-Joudry, Coudroy, Lorris, Montereau |                      |                     | 2            |
| Rimarde                   | 27,7     | 27,7           | Essonne                  | Seine             | 1                | 8                   | 8                   | Nancray-sur-Rimarde, Courcelles, Boiscommun, Nibelle, Bouilly-en-Gâtinais, Yèvre-la-Ville, La Neuville-sur-Essonne, Estouy |                      |                     | 2            |
| Rolande                   | 12,4     | 12,4           | Maurepas                 | Seine             | 1                | 5                   | 5                   | Montbarrois, Beaune-la-Rolande, Juranville, Corbeilles, Lorcy |                      |                     | 2            |
| Rousson                   | 12,6     | 12,6           | Notreure                 | Loire             | 1                | 3                   | 3                   | Autry-le-Châtel, Poilly-lez-Gien, Saint-Martin-sur-Ocre | Oui                  | L1                  | 2            |
| Ru                        | 10,3     | 10,3           | Talot                    | Seine             | 1                | 2                   | 2                   | Adon, Sainte-Geneviève-des-Bois |                      |                     | 2            |
| Ru du Pont Guinant        | 10,2     | 10,2           | Ouanne                   | Seine             | 1                | 4                   | 4                   | Saint-Germain-des-Prés, Gy-les-Nonains, Chateau-Renard, Saint-Firmin-des-Bois |                      |                     | 2            |
| Ru Simon                  | 10,2     | 10,2           | Loing                    | Seine             | 1                | 4                   | 4                   | Montbouy, Châtillon-Coligny, La Chapelle-sur-Aveyron, Aillant-sur-Milleron |                      |                     | 2            |
| Ruisseau de la Motte      | 10,7     | 10,7           | Canal d'Orléans          | Loire             | 1                | 5                   | 5                   | Chailly-en-Gâtinais, Châtenoy, Noyers, Vieilles-Maisons-sur-Joudry, Coudroy |                      |                     | 2            |
| Ruisseau de la Motte Bucy | 14,8     | 14,8           | Huillard                 | Loire             | 1                | 5                   | 5                   | Sury-aux-Bois, Beauchamps-sur-Huillard, Nibelle, Quiers-sur-Bezonde, Auvilliers-en-Gâtinais |                      |                     | 2            |
| Ruisseau de Sainte-Rose   | 13,5     | 13,5           | Bras du Betz             | Seine             | 1                | 5                   | 5                   | Mérinville, Rozoy-le-Vieil, Ervauville, Pers-en-Gâtinais, Chevannes |                      |                     | 2            |
| Saint-Laurent             | 14,1     | 14,1           | Bonnée                   | Loire             | 1                | 6                   | 6                   | Bouzy-la-Forêt, Saint-Aignan-des-Gués, Bray-en-Val, Les Bordes, Lorris, Saint-Benoît-sur-Loire | Oui                  | L1                  | 2            |
| Sange                     | 16,9     | 16,9           | Loire                    | Loire             | 1                | 5                   | 5                   | Saint-Florent, Sully-sur-Loire, Saint-Père-sur-Loire, Saint-Aignan-le-Jaillard, Lion-en-Sullias |                      |                     | 2            |
| Solin                     | 32,5     | 32,5           | Loing                    | Seine             | 1                | 8                   | 8                   | Vimory, Montereau, La Cour-Marigny, Le Moulinet-sur-Solin, Oussoy-en-Gâtinais, Chalette-sur-Loing, Pannes, Villemandeur |                      |                     | 2            |
| Surget                    | 12,3     |                | Beuvron                  | Loire             | 2                | 2                   | 1                   | Cerdon |                      |                     | 2            |
| Talot                     | 11,6     | 11,6           | Canal de Briare          | Seine             | 1                | 4                   | 4                   | La Bussière, Adon, Sainte-Geneviève-des-Bois, Montbouy |                      |                     | 2            |
| Treille                   | 14       | 14             | Rigole de Courpalet      | Loire             | 1                | 4                   | 4                   | Lorris, Montereau, La Cour-Marigny, Oussoy-en-Gâtinais |                      |                     | 2            |
| Trézée                    | 32,4     |                | Canal latéral à la Loire | Loire             | 2 (45 + 89)      | 8                   | 4                   | Briare, Ouzouer-sur-Trézée, Champoulet, Breteau |                      |                     | 2            |
| Venelle                   | 18,3     |                | Loire                    | Loire             | 2 (45 + 18)      | 4                   | 1                   | Beaulieu-sur-Loire | Oui                  | L1-L2               | 2            |
| Vernisson                 | 37,1     | 37,1           | Canal 01 des Bonnins     | Seine             | 1                | 11                  | 11                  | La Bussière, Boismorand, Mormant-sur-Vernisson, Conflans-sur-Loing, Cortrat, Solterre, Nogent-sur-Vernisson, Pressigny-les-Pins, Amilly, Montargis, Villemandeur |                      |                     | 2            |
| Vézenne                   | 15       | 15             | Ardoux                   | Loire             | 1                | 3                   | 3                   | Jouy-le-Potier, Beaugency, Lailly-en-Val |                      |                     | 2            |
| Vieille Rivière           | 10,2     | 10,2           | Loire                    | Loire             | 1                | 4                   | 4                   | Dry, Cléry-Saint-André, Meung-sur-Loire, Mareau-aux-Prés |                      |                     | 2            |

## Canaux
Quatre canaux traversent le territoire du département. Le canal d'Orléans est le seul à être exclusivement situé dans le Loiret, il est alimenté notamment par la rigole de Courpalet.
| Canal                     | km (dans le Loiret) | km (total) | Extrémités                                                        | Communes du Loiret traversées |
| ------------------------- | ------------------- | ---------- | ----------------------------------------------------------------- | --- |
| Canal d'Orléans,          | 76.7                | 76.7       | Loire / canal du Loing                                            | Orléans, Saint-Jean-de-Braye, Combleux, Chécy, Mardié, Donnery, Fay-aux-Loges, Vitry-aux-Loges, Combreux, Sury-aux-Bois, Chatenoy, Beauchamps-sur-Huillard, Vieilles-Maisons-sur-Joudry, Coudroy, Noyers, Chailly-en-Gâtinais, Presnoy, Chevillon-sur-Huillard, Saint-Maurice-sur-Fessard, Pannes, Corquilleroy, Chalette-sur-Loing |
| Canal de Briare,          | 54                  | 54         | canal latéral à la Loire, Loire / canal du Loing, canal d'Orléans | Briare, Ouzouer-sur-Trézée, Rogny-les-Sept-Écluses, Dammarie-sur-Loing, Châtillon-Coligny, Sainte-Geneviève-des-Bois, Montbouy, Montcresson, Conflans-sur-Loing, Amilly, Montargis, Châlette-sur-Loing, Corquilleroy |
| Canal latéral à la Loire, | 20                  | 196        | canal de Briare / canal du Centre                                 | Briare, Saint-Firmin-sur-Loire, Châtillon-sur-Loire, Beaulieu-sur-Loire |
| Canal du Loing,           | 15                  | 49         | canal d'Orléans, canal de Briare / Loing                          | Corquilleroy, Cepoy, Girolles, Nargis |
| Rigole de Courpalet,      | 32.8                | 32.8       | canal d'Orléans / étang de Torcy                                  | Montereau, Lorris, Coudroy, Vieilles-Maisons-sur-Joudry |